# Matt DePeters
Matt DePeters (* 20. August 1987 in Buffalo) ist ein ehemaliger US-amerikanischer Freestyle-Skier, der auf die Disziplin Aerials (Springen) spezialisiert war.

## Werdegang
DePeters nahm im Dezember 2005 in Park City erstmals am Nor-Am-Cup teil, wobei er den 14. Platz errang. Bei den Juniorenweltmeisterschaften 2007 in Airolo wurde er Zehnter. Im Freestyle-Skiing-Weltcup startete er im Januar 2009 erstmals in Lake Placid, wobei er auf den 21. Platz kam. In der Saison 2009/10 erreichte er in Apex mit dem 11. Platz sein bestes Ergebnis im Weltcup und zum Saisonende mit dem 32. Platz im Aerials-Weltcup sein bestes Gesamtergebnis. Beim Saisonhöhepunkt, den Olympischen Winterspielen 2010 in Vancouver, sprang er auf den 17. Platz. Zudem wurde er im März 2010 US-amerikanischer Meister. In der folgenden Saison belegte er bei den Weltmeisterschaften 2011 in Deer Valley den 27. Platz und absolvierte in Moskau seinen achten und damit letzten Weltcup, welchen er auf dem 24. Platz beendete.

## Erfolge

### Olympische Spiele
- 2010 Vancouver: 17. Platz Aerials

### Weltmeisterschaften
- 2011 Deer Valley: 27. Platz Aerials

### Weltcupwertungen
| Saison  | Gesamt | Gesamt | Moguls | Moguls |
| Saison  | Platz  | Punkte | Platz  | Punkte |
| ------- | ------ | ------ | ------ | ------ |
| 2008/09 | 134.   | 4      | 35.    | 23     |
| 2009/10 | 97.    | 7      | 32.    | 40     |
| 2010/11 | 144.   | 3      | 33.    | 18     |

### Weitere Erfolge
- Juniorenweltmeisterschaften 2007: 10. Platz Aerials
- 1 US-amerikanischer Meistertitel (2010 Aerials)